# Rho2 Arietis
Título a ser usado para criar uma ligação interna é Rho2 Arietis.
Rho2 Arietis (45 Arietis) é uma estrela na direção da constelação de Aries. Possui uma ascensão reta de 02h 55m 48.50s e uma declinação de +18° 19′ 54.0″. Sua magnitude aparente é igual a 5.76. Considerando sua distância de 403 anos-luz em relação à Terra, sua magnitude absoluta é igual a 0.30. Pertence à classe espectral M6IIIvar. É uma estrela variável semirregular.